# للک
لَلَک یا گِمنه‌  نوعی گندم پوست کنده و خیلی خرد شده است با اندازه ای در حدود دانه ارزن که در مناطق جنوبی ایران مانند برنج پخته می‌شود و به تنهایی یا به همراه خورش ماهی خورده می‌شود. این یکی از غذاهای استان خوزستان و بوشهر است. 
این غذا شباهت زیادی به کوسکوس دارد که یک غذای محبوب در کشورهای بربر شمال افریقا مانند مصر، لیبی، الجزایر، مراکش و تونس است و به طور سنتی از سمولینای گندم تهیه می‌شود.

## طرز تهیه
للک را از روغن و نمک و آب مرغ و پیاز تهیه می کنند. ابتدا للک پوست کنده شده را الک کرده و تف می دهیم سپس پیاز را با روغن تف می دهیم. آب مرغ را به پیاز اضافه می کنیم تا جوش بیاد. وقتی جوش آمد للک ها را به محتویات اضافه میکنیم وقتی آب قابلمه تمام شد، آنرا دم می کنیم و پس از۱۰ دقیقه غذای ما آماده است.

## منبع
- للک یا گمنه | آشنایی با طرز تهیه غذایی از بلغور گندم